# Il comandante affonda con la nave
«il comandante affonda con la nave» è una frase che indica un protocollo, norma sociale, prassi o consuetudine storica di tipo cavalleresco/marinaro secondo il quale il comandante di un bastimento, nel caso ci si trovi in una situazione di pericolo di vita che comporta la necessità di abbandonare la nave, sia l'ultimo a fare ciò o, qualora non sia possibile, si sacrifichi con essa. 
Tale espressione divenne famosa in quanto soventemente associata al naufragio del RMS Titanic nel 1912 e al suo comandante britannico Edward John Smith, che fu una delle circostanze più note in cui fu applicata, ma nella realtà precede i fatti del Titanic almeno di 11 anni.

## Significato metaforico
Dietro questa usanza vi sarebbe un profondo senso del dovere ed un vivissimo significato deontologico. Nei tempi in cui chi viaggiava in mare rischiava la vita, il fatto che la persona più importante a bordo dell'imbarcazione rinunciasse a salvarsi era un modo per essa di elevarsi a figura eroica, con un gesto di sacrificio estremo che sublimava il dolore per la perdita delle persone, della nave e dell'equipaggio, una sorta di catarsi del comandante che dimostrava di aver fatto tutto il possibile per salvare ciò che era posto sotto la sua responsabilità.

## Significato giuridico
Non si tratta solo di una consuetudine etica, ma di una direttiva disciplinata anche dal punto di vista giuridico. Va premesso che il dovere di non abbandonare la nave prima che l'ordine sia dato e comunque nel rispetto delle procedure non riguarda solo il comandante ma tutti i membri dell'equipaggio.
In Italia il codice della navigazione attribuisce l'autorità di organizzare e sovrintendere lo sbarco al comandante, che deve quindi adempiere fino alla fine a tale compito ed essere l'ultima persona a lasciare il mezzo di trasporto, venendo sanzionato qualora si comporti diversamente.
- Art. 1097 - Abbandono di nave o di aeromobile in pericolo da parte del comandante

Il comandante, che, in caso di abbandono della nave, del galleggiante o dell’aeromobile in pericolo, non scende per ultimo da bordo, è punito con la reclusione fino a due anni.
Se dal fatto deriva l'incendio, il naufragio o la sommersione della nave o del galleggiante, ovvero l'incendio, la caduta o la perdita dell’aeromobile, la pena è da due ad otto anni. Se la nave o l'aeromobile è adibito a trasporto di persone, la pena è da tre a dodici anni.
- Art. 1098 - Abbandono di nave o di aeromobile in pericolo da parte di componente dell'equipaggio

Il componente dell'equipaggio, che senza il consenso del comandante abbandona la nave o il galleggiante in pericolo, è punito con la reclusione fino a un anno.
Alla stessa pena soggiace il componente dell'equipaggio dell'aeromobile, che senza il consenso del comandante si lancia col paracadute o altrimenti abbandona l'aeromobile in pericolo.
Se dal fatto deriva l'incendio, il naufragio o la sommersione della nave o del galleggiante ovvero l'incendio, la caduta o la perdita dell'aeromobile, la pena è da due ad otto anni. Se la nave o l'aeromobile è adibito a trasporto di persone, la pena è da tre a dodici anni.
Per lo stesso motivo si abbandona la nave in ordine di grado (dall'inferiore al superiore).

## Esempi significativi
L'esempio più significativo di comandante che affondò insieme alla propria nave è senza dubbio il già citato Edward Smith del Titanic; nella notte tra il 14 ed il 15 aprile 1912, mentre lo sfortunato transatlantico stava colando a picco dopo essersi schiantato contro un iceberg in pieno oceano durante il suo primo viaggio, il capitano, sapendo che le lance di salvataggio sarebbero state sufficienti per imbarcare soltanto circa la metà delle persone a bordo (e, oltretutto, diverse di esse vennero messe in acqua ben lontane dalla loro massima capacità di carico), rinunciò a salvarsi al fine di consentirlo a quanti più passeggeri possibile. Altri casi noti sono:

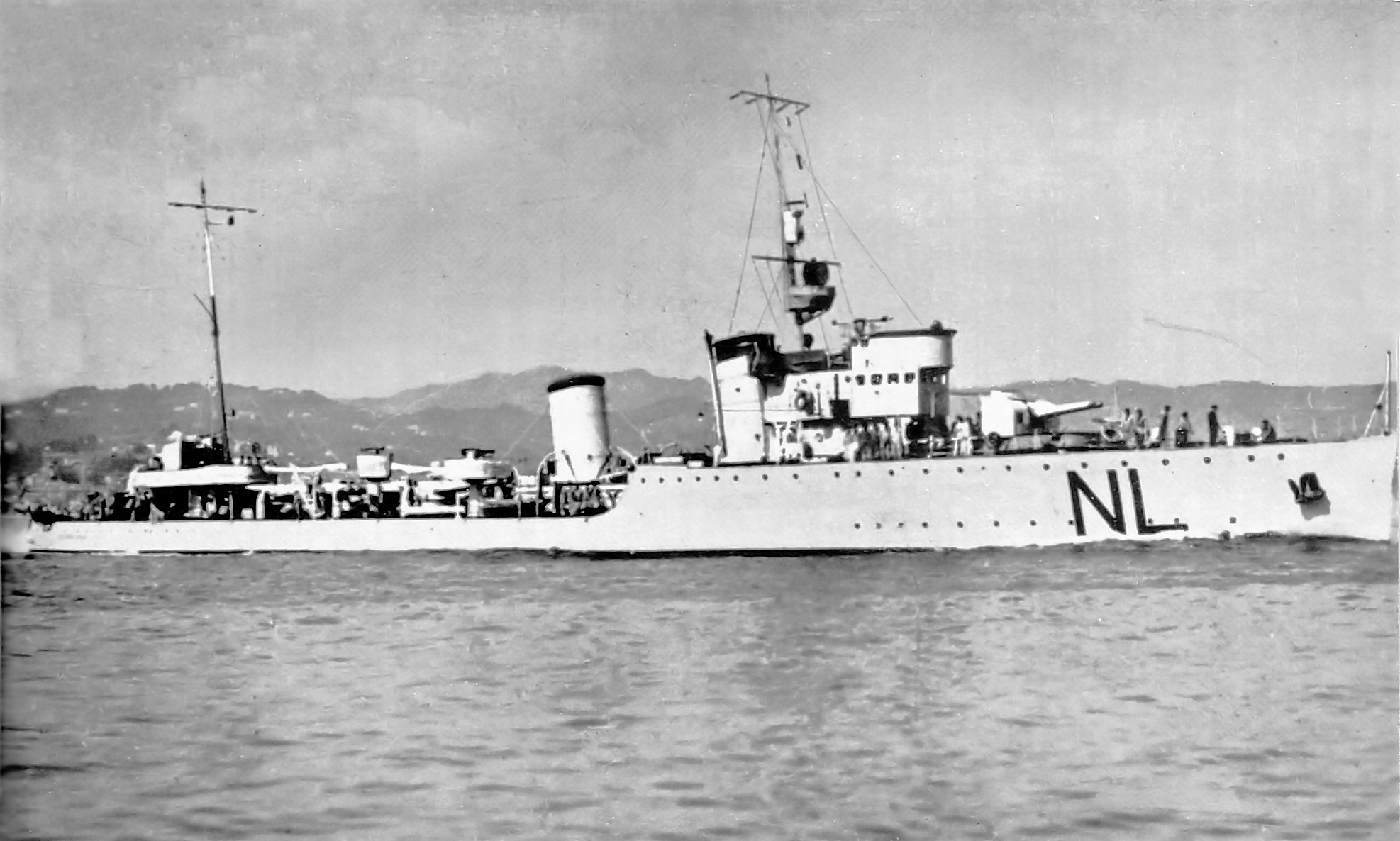
Il cacciatorpediniere Francesco Nullo in navigazione

- Il capitano di corvetta Costantino Borsini[4], comandante del cacciatorpediniere Francesco Nullo, che il 21 ottobre 1940 si era ridossato nei pressi dell'isola Hermil, nel Mar Rosso, dopo l'attacco al convoglio BN 7, scoperto dalla flotta inglese di scorta e gravemente danneggiato dai colpi dell'HMS Kimberley, dopo aver messo in salvo l'equipaggio si inabissò con la nave assieme al suo attendente, il marinaio Vincenzo Ciaravolo, che volle tornare indietro per non abbandonarlo. Per tale eroico comportamento fu conferita a entrambi la medaglia d'oro al valor militare alla memoria.

- Lo schout-bij-nacht Karel Doorman, comandante dell'incrociatore leggero Hr. Ms. De Ruyter, decise di rimanere a bordo della sua nave mentre essa affondava a seguito della battaglia del Mare di Giava il 28 febbraio 1942.